# مستلفت
المستلفت (بالإنجليزية: Proband)‏ هو مصطلح يستخدم في علم الوراثة الطبية وفروع الطب الأخرى للإشارة إلى أول فرد يلفت النظر إلى مرض يصيب مجموعة أفراد.